# Länsväg 301
Länsväg 301 är en primär länsväg i Dalarnas och Gävleborgs län. Den går mellan Rättvik (riksväg 70) och Alfta (riksväg 50) via Furudal, Voxna, Edsbyn och Ovanåker. Delen Furudal–Voxna (38 km) är gemensam med länsväg 296. Totalt är 301:an cirka 107 km lång.

## Historia
Före 1985 gick länsväg 301 Rättvik – Arvet vid länsväg 296 och vägen Voxna – Alfta – Bollnäs – Söderhamn hette riksväg 82, men 82:an degraderades 1985 till länsväg och blev en del av 301:an som alltså förlängdes. 1 oktober 2001 blev dock vägsträckan Alfta – Bollnäs – Söderhamn åter riksväg, nu som en del av riksväg 50, "Bergslagsdiagonalen". Därmed fick länsväg 301 sin nuvarande sträckning Alfta - Ovanåker - Edsbyn - Voxna - Dalfors - Furudal - Rättvik.